# مای اوکوبو
مای اوکوبو (انگلیسی: Mai Okubo؛ زادهٔ ۳ سپتامبر ۱۹۹۶) بازیکن فوتبال اهل ژاپن است.